# Ијан Мартер
Ијан Дон Мартер (енгл. Ian Don Marter; Ковентри, 28. октобар 1944 — Лондон 28. октобар 1986) је био британски глумац. Мартер је најпознатији по улози Харија Саливена у научно-фантастичној серији Доктор Ху.
Мартер је преминуо изненада од срчаног удара на свој 42. рођендан.